# Sixt Karl Kapff

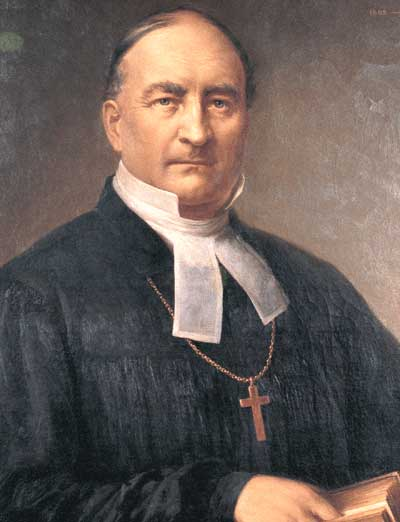
Sixt Karl Kapff

Sixt Carl von Kapff (* 22. Oktober 1805 in Güglingen; † 1. September 1879 in Stuttgart) war ein deutscher evangelischer Theologe und Pietist.

## Leben
Aus einer Familie mit starkem theologischen Hintergrund stammend, nahm er seinen Weg über das Seminar in Maulbronn und das Stift in Tübingen. Während des Vikariats bei seinem Vater Karl Friedrich Kapff (1772–1838) machte er im Jahr 1829 den Dr. phil. Nach einem Jahr als Religionslehrer in der Schweiz kehrte er 1830 als Repetent an das Tübinger Stift zurück, wo er mit seinem gleichgesinnten Freund Wilhelm Hofacker, Bruder des evangelischen Pfarrers Ludwig Hofacker, zusammenarbeiten konnte. Dort traf er u. a. auf David Friedrich Strauß, gegen dessen Bibelkritik hegelscher Prägung er später stark polemisierte.
1833 kam er als Pfarrer in die mit Sonderrechten ausgestattete Brüdergemeinde in Korntal, die sich außerhalb der Landeskirche stehend sah. Hier erwarb er sich seinen Ruf als Integrator, dem es gelang, die besondere pietistische Frömmigkeit der Brüdergemeinde für die Landeskirche nutzbar zu machen und die Abwanderung pietistischer Gruppen ins Ausland zu verhindern.
Trotz oder gerade wegen dieser Erfahrungen in der Brüdergemeinde machte er innerhalb der Landeskirche Karriere: 1843 wurde er Dekan in Münsingen, 1847 Dekan in Herrenberg.
1850 wurde er Prälat und Generalsuperintendent von Reutlingen, gleichzeitig Mitglied des Konsistoriums, also der Kirchenleitung. Über seinen Sitz in der Kirchenleitung nahm er im pietistischen Sinne Einfluss auf Personalentscheidungen. Kritiker sprachen daher von der folgenden Zeit auch von einer „Herrschaft des Pietismus in der württembergischen Kirche“.
1852 wurde er auf eigenen Wunsch mit dem Pfarramt der Stiftskirche in Stuttgart betraut. Dort zog er mit seinen Predigten Tausende von Menschen in seinen Bann. Die Predigtarbeit und die seelsorgerische Tätigkeit waren von Kapffs Stärken. Persönliche Frömmigkeit konnte er hier mit sozialem Engagement verbinden. So soll von Kapff der Kaufmannsfrau und Diakonisse Charlotte Reihlen die Anregung zur Darstellung der im Pietismus beliebten Worte Jesu von den zwei Wegen am Ende der Bergpredigt (Matthäus 7, 13–14) gegeben haben. Auf dem „breiten Weg zur Verdammnis“ findet man z. B. das Glücksspiel, das von Kapff bekämpfte. Der „schmale Weg ins Himmelreich“ führt über Sonntagsschule, Kinderrettungsanstalt und Diakonissenanstalt. Solche Institutionen hat Kapff tatkräftig unterstützt. Er gilt zusammen mit Charlotte Reihlen als Gründer des Stuttgarter Paulinenhospitals, das heute Teil des Diakonie-Klinikums Stuttgart ist. Außerdem gehörte er dem Aufsichtsrat des von Reihlen und Friedrich Weidle gegründeten Töchterinstituts, eines Vorläufers des heutigen Evangelischen Mörike-Gymnasiums Stuttgart, an.
Seine Gebet- und Predigtbücher, insbesondere aber seine Communionbücher erreichten hohe Auflagen und machten ihn weit über Württemberg hinaus bekannt. Wegen seiner Verdienste um die Evangelische Kirche wurde ihm 1855 anlässlich der Gedächtnisfeier des 300 Jahre zuvor geschlossenen Augsburger Religionsfriedens der Ehrendoktortitel der Theologischen Fakultät der Universität Göttingen verliehen.

## Politik
Zu den revolutionären Ereignissen des Jahres 1848 bezog er eindeutig Stellung: „Die ärgsten dieser Demokraten sind die gräßlichsten Blutmenschen, die an Mord und Brand eine teuflische Lust haben, deren Höllenpläne auf das Niederreißen des ganzen Gebäudes der gesellschaftlichen Ordnung gehen.“ Er wurde als Vertreter der reaktionär-konservativen Kräfte zum Kandidaten für die Frankfurter Paulskirchenversammlung vorgeschlagen, unterlag jedoch dem demokratischen Kandidaten. 1849 und 1850 wurde er zweimal als Abgeordneter in die verfassungsrevidierende württembergische Landesversammlung entsandt, dort setzte er sich dann für einen schnellen Anschluss Württembergs an einen deutschen Bundesstaat unter preußischer Führung ein, fand aber keine Unterstützung für seinen Antrag.
Die Generalsuperintendenten der evangelischen Landeskirche waren Kraft Amtes privilegierte Mitglieder der Zweiten Kammer des württembergischen Landtags. Sixt Carl Kapff trat nach seiner Ernennung in Reutlingen deshalb auch 1850 in den Landtag ein. Er übte das Amt bis 1852 aus.

## Ehrungen, Nobilitierung, Gedenken
1860 wurde Sixt Carl Kapff mit dem Ritterkreuz des Ordens der württembergischen Krone ausgezeichnet, welches mit dem persönlichen Adelstitel verbunden war. 1873 erhielt er das Kommenturkreuz II. Klasse des Friedrichs-Ordens.
Die Evangelische Kirche in Deutschland ehrt ihn mit einem Gedenktag im Evangelischen Namenkalender am 1. September.
Anlässlich seines 200. Geburtstages fand im Jahr 2005 eine Feier an seinem Ehrengrab auf dem Stuttgarter Fangelsbachfriedhof statt.

## Werke (Auswahl)
- Der Saint-Simonismus in Frankreich. Tübinger Zeitschrift für Theologie 2 (1832)
- Gebetbuch. Stuttgart. 1835. Digitalisat Theil 2
- Die Zukunft des Herrn. Stuttgart. 1836. Digitalisat
- Die württembergischen Gemeinden Kornthal und Wilhelmsdorf. Stuttgart. 1839
- Communionbuch. Stuttgart. 1839
- Warnung eines Jugendfreundes vor dem gefährlichsten Jugendfeind. Stuttgart. 1841. Digitalisat 1864
- Passions-, Oster- und Bußtags-Predigten. Tuttlingen. 1842
- Eine Schweizerreise. Stuttgart. 1843
- Gebet-Buch von Pfarrer M. S. C. Kapff in Kornthal (jetzt Dekan in Münsingen). Erster und Zweiter Theil. Mit einem Stahlstich. Sechste Auflage. Stuttgart. Druck und Verlag der Chr. Belser’schen Buchhandlung. 1843
- Achtzig Predigten über die alten Episteln aller Sonn-Fest- und Feiertage. Stuttgart. 1878
- Gebetbuch für zwölf Wochen. Tuttlingen. 1847
- Die Revolution, ihre Ursachen, Folgen und Heilmittel. Eine gekrönte Preisschrift. Hamburg. 1851
- Das Hazardspiel und die Nothwendigkeit seiner Aufhebung. Stuttgart. 1854
- Vier Predigten über Erziehung und Ehe. Stuttgart. 1855
- Der glückliche Fabrikarbeiter, seine Würde und Bürde, Sonntag und Werktag, Glaube, Hoffnung und Gebet. Stuttgart. 1856
- Der religiöse Zustand des evangelischen Deutschlands. Stuttgart. 1856
- Drei und achtzig Predigten über die alten Evangelien der Sonn-, Fest- und Feiertage des Kirchenjahres. Stuttgart. 1857
- Sendschreiben des deutschen evangelischen Kirchentags an die evangelischen Gemeinden Oestreichs. Stuttgart. 1857
- Gewünschtes und Geschmähtes in fünfzehn Predigten. Stuttgart. 1859
- Weg zum Himmel in 81 Predigten über die Evangelien des II. Jahrgangs. Stuttgart. 1864
- Synodal-Predigt und Vortrag. Stuttgart. 1869
- Vier Kriegs- und Siegespredigten. Stuttgart. 1870
- Die erste Frage mit ihrer Antwort. 1871
- Begrüßungs- und Gedenkblatt für die heimkehrenden deutschen Krieger. Stuttgart. 1871
- Kürzere Gebete für zwölf Wochen. Morgen- und Abend-Andachten, Feste, Abendmahl, Geburts-, Krankheits-, Todes-, Trübsals- und Wetter-Fälle, auch für Reisende, Auswanderer, Dienstboten und für andere Bedürfnisse, verfaßt oder aus den besten Gebet- und Liederbüchern gewählt von Prälat Dr. Kapff, Stiftsprediger und Oberconsistorialrath in Stuttgart. Sechste Auflage. Stuttgart. Chr. Belser’sche Verlagshandlung. 1873